# Aeroporto Internacional Nnamdi Azikiwe
O Aeroporto Internacional Nnamdi Azikiwe (código IATA: ABV, código OACI: DNAA) se encontra em Abuja, na Nigéria, e é o principal aeroporto que dá serviço a capital nigeriana. Recebe seu nome do primeiro presidente da Nigéria, Nnamdi Azikiwe. Consta de um terminal doméstico e um internacional. Ambos os terminais compartilham a mesma pista.
O Consórcio de Abuja firmou em 13 de novembro de 2006 um contrato por valor de 101,1 para a gestão do aeroporto durante os próximos 25 anos. O contrato suprirá a construção de um hotel, um estacionamento privado, um centro comercial e um armazém, com um valor aproximado de cinquenta milhões de dólares, durante seus cinco primeiros anos além de ter que afrontar um pagamento de dez milhões de dólares. A inversão total, conforme o plano diretor superará os 371 milhões de dólares durante o período de contrato.

## Linhas Aéreas e Destinos

### Internacional
| Linhas Aéreas      | Destinos                                      |
| ------------------ | --------------------------------------------- |
| Arik Air           | Accra, Banjul, Dakar, London-Heathrow, Niamey |
| British Airways    | London-Heathrow                               |
| Delta Air Lines    | New York-JFK                                  |
| EgyptAir           | Cairo                                         |
| Ethiopian Airlines | Addis Ababa                                   |
| Kabo Air           | Dubai                                         |
| KLM                | Amsterdam                                     |
| Lufthansa          | Frankfurt                                     |

### Doméstico
| Linhas Aéreas              | Destinos |
| -------------------------- | --- |
| Aero Contractors (Nigeria) | Enugu, Lagos, Port Harcourt |
| Arik Air                   | Akure, Benin City, Calabar, Gombe, Enugu, Ilorin, Kano, Katsina, Lagos, Maiduguri, Owerri, Port Harcourt, Sokoto, Uyo, Warri, Yola |
| Associated Aviation        | Benin City, Ibadan, Markudi |
| Chanchangi Airlines        | Lagos, Port Harcourt |
| Dana Air                   | Kano, Lagos |
| IRS Airlines               | Kano, Lagos, Maiduguri, Yola |
| Kabo Air                   | Kano |
| Nigerian Eagle Airlines    | Kano, Lagos, Sokoto |
| Overland Airways           | Ibadan, Ilorin, Jos, Katsina, Minna                                                                                                |

## Ligações Externas
- FAAN: Aeroporto Internacional de Abuja